# Hercz Péter
Hercz Péter (Nagyvárad, 1954. február 6.) magyar operaénekes (basszbariton).

## Élete
Tanulmányait a kolozsvári Gheorghe Dima Zeneakadémia ének és opera szakán végezte 1986–ban. 1981-től a Kolozsvári Állami Magyar Opera magánénekeseként számos főszerepben aratott nagy sikert (Donizetti: Don Pasquale – címszerep, Rossini: A sevillai borbély – Bartolo, Puccini: Gianni Schicchi – címszerep, Tosca – Scarpia, Verdi: Nabucco – Zaccaria, Macbeth – Banco, Falstaff – Falstaff, Bartók Béla: A kékszakállú herceg vára – címszerep stb.) Sikerrel szerepelt az Amerikai Egyesült Államokban, Olaszországban, Hollandiában, Belgiumban, Németországban, Ausztriában, Svájcban, Spanyolországban és Budapesten.
A Magyar Televízióban a Kérő szerepét énekelte Horváth Ádám rendezésében a Kodály Zoltán: Székely fonó 1992-ben készült felvételén, 1995–ben Kürthy András rendezésében az Uberto szerepét Pergolesi: Az úrhatnám szolgáló című operából, 2009-ben a Komtur szerepét a Kasper Hosten rendezte Juan című mozifilmben.
2007-től Budapesten él.

## Kritikusi vélemények
- Sevillai borbély (Kolozsvár, 1985): „Hercz Péter Bartolo doktorként tett tanúbizonyságot nem mindennapi tehetségéről. Mit eredményezett ez? Nos azt, amit talán kevesen vártak egy még pályája kezdetén álló, debütáló diáktól: felszabadult komédiázást. Lett is ebből a spontán, de mindvégig a jó ízlés keretei között megmaradó, szívből jövő és szívet-lelket gyönyörködtető komédiázásból olyan siker, amilyenhez hasonlót régen láttunk.” (Fehérvári László – Igazság)
- A kékszakállú herceg vára (Kolozsvár, 1992): „A Kékszakállú szerepében Hercz Péter kiváló teljesítményének tapsolhatott a közönség. Megfogalmazásában a megszokottnál kevésbé hideg, leendő boldogságát féltő férj volt a Kékszakállú. Alakításának nagy érdeme az e mű esetében rendkívül fontos jó szövegkiejtés.” (Morvay István – Szabadság)
- Macbeth (Kolozsvár, 1994 r. Kürthy András): „Külön ki kell emelnünk Hercz Péter alakítását Banquo szerepében. Minden regiszterben kiegyenlített technikájával, gyönyörű hangszínével Hercz Péter kiemelkedő helyen áll a nemzetközi operajátszásban.” (Cristina Monica Damian – Adevărul de Cluj)
- Szerelmi bájital (Budapest, 1997 r. Kürthy András): „Hercz Péter kiváló hanggal és biztos énektudással, figyelemre méltó színészi képességeit is megcsillogtatja. Pazar alakítást nyújt Dulcamara szerepében, a kabarék és a színházak sokat tanulhatnának tőle.”(Kiszler Ferenc - Mai Nap)[1]
- Macbeth  (Budapest, 1998 r. Kürthy András): “Hangilag legszebbnek Hercz Péter Banquoját találtam. Basszusa sötét színű, felhangdús, vivőerős és minden fekvésben kiegyenlítetten szól.” (Kertész Iván – Népszava)
- Mozart/Salieri: Schauspieldirektor/Prima la musica poi le parole (Liège, 1999) „Az előadás egyik fénypontja Hercz Péter remek alakítása: gyönyörű hangszín, bravúros éneklés és felsőfokú színészi játék! Szívesen látnánk sűrűbben operaházainkban.” (Serge Julémont – Le Matin)[1]
- Nabucco (Gyula, 2000 r. Kürthy András): „Magas színvonalú énekhanggal és drámai alakítással különösen  Hercz Péter emelkedik ki Zakariás szerepében, a népét vezető, szinte megszállott prófétaként”  (Ezsiás Erzsébet – Kis Újság)
- Hamupipőke (Kolozsvár, 2000): „Hercz Péter mint Don Magnifico: telitalálat! Hercz Péter játéka humorral telített, ötletes gaggekkel gazdagítja a szerep lehetőségeit, ugyanakkor hangi szempontból is átlagon felülien uralja a nehéz partitúrát.” (Morvay István – Szabadság)[1]
- Don Pasquale (Kolozsvár, 2000): „Az előadás szíve-lelke Hercz Péter a címszerepben, nem csoda, hogy számos operaház, ahol eddig bemutatkozott Don Pasqualeként, többször is felkérte vendégszereplésre. Olyan humor-tartalékot dob Hercz Péter ebbe a szerepbe, amely mosolyt csal még annak az arcára, aki ezt az operát nagyon jól ismeri. Minden gesztusa, mozdulata telitalálat, már megjelenése, a rendetlen hálóing, a kicsüngő hózentráger kicsalja a nézőből a nevetést. Kitűnő zenei megoldások közül emeljük ki a hadaró duett páratlan virtuozitását”  (Morvay István – Szabadság)
- A sevillai borbély (Amszterdam, 2001): „Hercz Péter buffó rendkívüli hangjával és remek színészi játékával gyönyörködtetett. Rossini mester neki írta Bartolo szerepét!” (Monique Hoogeween – De Stem)[1]
- Don Giovanni (Gödöllő, 2007 r. Kürthy András): "Remek partnerre talált Hercz Péter személyében, aki - negyedszázados operai működéssel a háta mögött - rutinosan könnyed Leporellót teremt. Ez a Hercz-féle kedves csirkefogó méltó szolgája a szoknyabolond lovagnak. Szeretne persze gazdája nyomába jutni, de eredendő gyávasága megakadályozza ebben. Hercz nevéhez fűződik az este legszínvonalasabb jelenete, a Regiszteráriát tán még sosem hallottam ennyire precíz és kifejező előadásban" ( - zéta - Café Momus)[9]